# 신일희
신일희(申一熙, 1939년 4월 15일~)는 대한민국의 전직 대학 교수이며, 계명대학교의 현임 총장이다. 2020년 7월 총장으로 재선임되어 현재까지 총장직을 유지하고 있다.

## 약력
- 1954년, 경상북도 대구시 계성중학교 졸업
- 1958년, 미국 코네티컷주 켄트 스쿨(Kent School)졸업
- 1962년, 미국 트리니티 대학(Trinity College) 졸업
- 1965년, 독일 하이델베르크 루프레히트 카를 대학교(Ruprecht-Karls-Universität Heidelberg) 수학
- 1966년, 미국 프린스턴 대학교(Princeton University) 독일문학 박사

## 경력
- 1966년 ~ 1971년, 미국 뉴욕 시립대학교 전임강사, 조교수
- 1971년 ~ 1972년, 독일 킬 대학교(Christian-Albrechts-Universität zu Kiel) 객원조교수
- 1972년 ~ 1974년, 연세대학교 독어독문학과 부교수
- 1974년 ~ 1978년, 계명대학 독어독문학과 정교수
- 1978년 ~ 1982년, 계명대학교 초대 총장
- 1985년, 독일 레겐스부르크 대학교(Universität Regensburg) 연구교수
- 1988년 ~ 2004년, 계명대학교 총장(제 4 ~ 7대)
- 2005년 ~ 2008년, 학교법인 계명대학교 이사장
- 2008년 ~ 현재, 계명대학교 제 9 ~ 12 대 총장

## 서훈 내역
- 2000년, 폴란드 대십자 훈장
- 2005년, 스웨덴 국왕 공로훈장
- 2008년, 폴란드 글로리아 아르티스 훈장(폴란드어: Zasłużony Kulturze - Gloria Artis)
- 2011년, 독일 대십자 공로훈장[1]
- 2016년, 이탈리아 공화국 공로장

## 일화
2010년 폴란드 카친스키 대통령이 러시아에서 비행기 추락 사고로 서거했을 때, 계명대학교 측에서는 음악공연예술대학 콘서트 홀 현관에 그의 빈소를 마련함은 물론, 그를 추모하는 음악회를 열었다. 계명대학교는 1999년부터 계명-쇼팽음악원을 설립해 연계 학위제를 운영하고 있는데, 현재 출신 학생 30여명이 폴란드에서 유학을 하고 있다.

## 가족 관계
- 배우자: 박병희 (1938년 ~ 2023년 7월 30일)
  - 슬하: 신채기, 신진기, 신민기